# 杉並区立小中一貫教育校高円寺学園
杉並区立小中一貫教育校高円寺学園（すぎなみくりつ しょうちゅういっかんきょういくこうこうえんじがくえん）は、東京都杉並区高円寺北1丁目にある公立の小中一貫教育校の名称であり、杉並区立高円寺小学校と杉並区立高円寺中学校から構成される。

## 概要
2020年（令和2年）4月に杉並区立杉並第四小学校と杉並区立杉並第八小学校との統合により杉並区立高円寺小学校が設立された。それと同時に、杉並区立高円寺中学校と「杉並区立小中一貫教育校高円寺学園」の名称で小中一貫教育を開始した。

## 沿革
- 2020年（令和2年）
  - 4月1日 - 開校。
  - 6月1日 - 新型コロナウイルス感染拡大による影響で4月8日に挙行予定だった第1回入学式（小学部・中学部）挙行。
- 2021年（令和3年）3月25日 - 第1回小学部卒業式挙行。

## 学校周辺
- 東京都道318号環状七号線
- 杉並区立高円寺北保育園（コンビウィズ株式会社が運営する公設民営保育園）
- JR東日本中央線
- デイリーヤマザキ高円寺環七通り店
- 座・高円寺

## アクセス
- 都営バス「王78」高円寺駅入口バス停・関東バス「高60」高円寺中学校バス停（高円寺駅前発練馬駅前行のみ停車）で、下車。
- JR中央線高円寺駅（北口）から、徒歩6分。